# 巨尾魚科
巨尾魚科（学名：Giganturidae）俗稱遠視魚或管眼仙魚，英文通稱望遠鏡魚（Telescopefish），是輻鰭魚綱仙女魚目的其中一科，其下只有一屬巨尾魚屬（学名：Gigantura）。其屬名是以 gigant（希臘文：巨大）+ oura（希臘文：尾）構成，即「巨大的尾」之意。
巨尾魚科的魚類主要分布於熱帶至亞熱帶海域，範圍包括太平洋、大西洋與印度洋三座主要的洋。為深海魚的一種，主要生活於深海的中層帶（根據出現紀錄統計，生活的水域深度約 17 至 3000 公尺深，但通常在 500 到 3000 公尺深的深海中較為常見）。

## 辨識特徵
本科魚類身體細長，略呈錐形。體色呈銀白色，偶爾帶有藍紫色光澤。體表沒有鱗片，體表由鳥嘌呤組成。眼睛明顯向前突出呈管狀，是為了感應到獵物所發出的亮光，由於模樣近似望遠鏡，因而有「望遠鏡魚」的名稱。口大，延伸至眼遠後方；牙齒二到三列，不但極為鋒利，還能倒伏；可能與叉齒鱚一樣，能吞下比自身還大的獵物。胸鰭位於鰓上方，背上只有一個背鰭，臀鰭位於背鰭後面下方，尾鰭明顯分叉且下半部極長（巨尾魚的尾鰭下半部甚至幾乎和身體一樣長），鰭沒有硬棘；背鰭具 16 至 19 根鰭條，臀鰭則具 8 至 14 個鰭條，胸鰭 30 至 43 根鰭條，尾鰭 16 至 17 根（上葉 10 根、下葉 6 到 7 根）鰭條（印度巨尾魚）。具 29 至 31 節脊椎骨（印度巨尾魚）。巨尾魚類一般可以成長到 15 到 22 公分長，與其他仙女魚目魚類相比屬於較小型。
牠們的身上缺乏了一般魚類所擁有的器官，包括鰾、腹鰭、脂鰭、頂骨、前上頜骨（Premaxilla）、眶蝶骨（Orbitosphenoid）、續骨（Symplectic bone）、後顱骨（Posttemporal）、鰓條骨（Branchiostegal）、匙骨（Cleithrum）、鰓耙（Gill raker）等；但同時身上也沒有一般深海魚所擁有的發光器。

### 幼魚
幼魚體長約 2.5 至 3.4 公分。外型與成魚差異極大：幼魚保有脂鰭；胸鰭較大（與成魚相比，幼魚胸鰭較偏下位）。頭部大且較短。眼部不呈管狀。在魚類型態中較晚出現許多特徵的消失，顯示巨尾魚類可能屬於幼態延續生物。

## 生態習性
巨尾魚類是活躍的掠食者，獵物包括了鑽光魚、燈籠魚、巨口魚等；本屬魚類屬於雌雄同體。幼魚生活於淺海。

## 分類學

### 早期分類
在早期的系統分類法中，巨尾魚科下有兩個屬，分別為以下二屬，兩屬共有六種：
- 巨尾魚屬（Gigantura）Brauer, 1901
  - 巨尾魚（Gigantura chuni）Brauer, 1901
  - 印度巨尾魚（Gigantura indica）Brauer, 1901
- 淵巨尾魚屬（Bathyleptus）Walters, 1961 = 巨尾魚屬
  -  （Regan, 1925） = 印度巨尾魚
  -  （Brauer, 1901） = 印度巨尾魚
  -  Walters, 1961 = 印度巨尾魚

而魚類專家 Denys W. Tucker 於 1954 年根據一具採自巴西東北外海，長約 8.4 公分的魚類標本建立了新科「Rosauridae」、新屬「Rosaura」與新種「R. rotunda」。然而許多學者認為這具標本應是巨尾魚的幼魚，因此目前將這幾個分類階層歸類為巨尾魚科的異名。
- 屬 Tucker, 1954 = 巨尾魚屬[6]
  -  （Brauer, 1901） = 印度巨尾魚
  -  Walters, 1961 = 印度巨尾魚
  -  Tucker, 1954 = 印度巨尾魚[6]

### 目前分類
依據現在的分類法，巨尾魚科屬於單型科，僅一屬巨尾魚屬，該分類階層下有兩個物種：
- 巨尾魚屬（Gigantura）Brauer, 1901
  - 巨尾魚（Gigantura chuni）Brauer, 1901
  - 印度巨尾魚（Gigantura indica）Brauer, 1901